# Ústřice
Ústřice (Ostrea) je rod z čeledi ústřicovitých (Ostreidae). Nejznámějším druhem je ústřice jedlá (Ostrea edulis).

## Popis
Ústřice jsou mořští mlži s lamelózními nebo sklípkovitými lasturami bez vláknité (sloupkovité) vrstvy, s nestejnými miskami a vnitřním vazem a bez zubů v zámku.
Ústřice má nepravidelné chlopně, z nichž levá je větší, prohloubená a připevněná k podkladu, kdežto pravá je plošší; vrchol levé misky (chlopně) přečnívá a je zatočen buď vpřed, nebo dozadu.

## Rozmnožování
Některé druhy jsou obojetné, jiné pohlaví odděleného, ale vesměs vynikají vysokým počtem vajíček, jež mohou produkovat - až několik miliónů.

## Ústřice jako jídlo
Některé druhy jsou jedlé a odedávna se chovají uměle u středomořských a severoamerických břehů.
Ústřice jsou výbornou potravou, zejména pro značný obsah glykogenu (v játrech).
Ve znečištěné vodě se mohou stát zdraví škodlivými, například když do sebe přijmou bakterie břišního tyfu, které mohou snadno přenášet, protože se, jak známo, pojídají živé. Nebo mohou způsobit průjem, prosáknou-li sloučeninami mědi. V tom případě bývá celé jejich tělo podezřele zbarveno do zelena. Ovšem jsou-li pěkně zeleně zbarveny jen žábry, může být toto zbarvení způsobeno symbioticky usazenými rozsivkami (Navicula ostrearum).
Organické jedy ale v těle netvoří, čímž se hygienicky podstatně liší od slávek (Mytilus) známých svým toxinem.

## Perly
Některé druhy mořských ústřic mohou tvořit perly, podobně jako perlotvorka mořská či perlorodka.

## Seznam druhů
Seznam druhů podle World Register of Marine Species (WoRMS):
- Ostrea algoensis G.B. Sowerby II, 1871
- Ostrea amasa Iredale
- Ostrea angasi G.B. Sowerby II, 1871
- Ostrea atherstonei Newton, 1913
- Ostrea capsa Fischer von Waldheim, 1807
- Ostrea chemnitzi
- Ostrea chilensis Philippi, 1846
- Ostrea conchaphila Carpenter, 1857
- Ostrea cristagalli Linnaeus, 1758
- Ostrea cucullina Deshayes
- Ostrea denselamellosa Lischke, 1869
- Ostrea denticulata Born
- Ostrea edulis Linnaeus, 1758
- Ostrea equestris Say, 1834
- Ostrea forskali Chemnitz
- Ostrea forskäli
- Ostrea futamiensis Seki, 1929
- Ostrea imputata Anton, 1838
- Ostrea libella Weisbord, 1964
- Ostrea lixula Weisbord, 1964
- Ostrea plicatula Gmelin
- Ostrea puelchana d'Orbigny, 1842
- Ostrea radiata Valenciennes
- Ostrea spreta d'Orbigny, 1846
- Ostrea virescens Angas, 1868